# Pseudalcis cinerascens
Pseudalcis cinerascens är en fjärilsart som beskrevs av W. Warren 1897. Pseudalcis cinerascens ingår i släktet Pseudalcis och familjen mätare. Inga underarter finns listade i Catalogue of Life.